# 6. center za usposabljanje (Vojska Srbije)
6. center za usposabljanje  je vojaško-šolska ustanova, ki deluje v okviru Poveljstva za usposabljanje Oboroženih sil Srbije.

## Zgodovina
Center je bil ustanovljen 4. maj 2007 z reorganizacijo 125. motorizirane brigade; zagotavlja osnovno urjenje.

## Sestava
- Poveljstvo
- Poveljniška četa
- Učni bataljon